# 812

## Eventos
- Tratado de paz entre o Imperador Carlos Magno e Império Bizantino.

- Luís I, o Piedoso lança uma expedição contra Pamplona.